# Daniele Rugani
Daniele Rugani (Lucca, 29 luglio 1994) è un calciatore italiano, difensore della Juventus.

## Biografia
Legato dal 2015 alla giornalista Michela Persico, i due si sono sposati a Torino nel maggio 2024; la coppia aveva già un figlio, nato nel settembre 2020.
Nel febbraio 2025 viene condannato in primo grado a sei mesi con la condizionale e un'ammenda di 2 000 euro, per guida in stato di ebbrezza, per fatti risalenti al luglio 2023, quando era risultato positivo all'alcol test dopo un incidente autonomo a Torino.

## Caratteristiche tecniche
È un difensore centrale dotato di buona fisicità, che rende al meglio in fase di marcatura e in particolar modo nell'anticipo: giocatore non molto veloce ma estremamente corretto, preferisce rinunciare all'intervento diretto sull'avversario – «sono meno irruento di altri, più razionale, uso il cervello più dell'istinto, provo a leggere le situazioni» –, al contrario sfiancandolo per portarlo lontano dall'area di rigore. Abile anche nel disimpegnarsi o nell'avanzare palla al piede, grazie alla sua statura eccelle nel colpo di testa, fondamentale con cui può rendersi utile anche in proiezione offensiva.

## Carriera

### Club

#### Gli inizi, Empoli
All'età di sei anni entra nel vivaio dell'Empoli dove compie tutta la trafila delle squadre giovanili. Nell'agosto 2012 passa in prestito alla Juventus che per la stagione 2012-2013 lo aggrega alla formazione Primavera allenata da Marco Baroni, dove contribuisce alla vittoria della Coppa Italia Primavera. Il 31 luglio 2013 i piemontesi acquistano dai toscani la metà del cartellino del giocatore, il quale fa contestualmente ritorno a Empoli per affrontare la sua prima annata da professionista.
Con la maglia degli azzurri esordisce diciannovenne in Serie B, venendo subito impiegato come titolare dal tecnico Maurizio Sarri. Il 22 marzo 2014 realizza il suo primo gol in carriera, siglato su colpo di testa da calcio d'angolo nella partita casalinga di campionato con la Reggina (4-0). Conclude la sua prima annata da professionista con 42 presenze e 2 reti, contribuendo alla promozione dei toscani nella massima serie.
Debutta in Serie A il 31 agosto 2014, ventenne, nella sconfitta (2-0) sul campo dell'Udinese. Il successivo 20 settembre segna il primo gol in massima categoria, siglando il definitivo 2-2 nella trasferta contro il Cesena. Intanto il 2 febbraio 2015 la Juventus acquista anche l'altra metà del suo cartellino per 3,5 milioni di euro, lasciandolo contestualmente in prestito in Toscana sino a fine stagione. Chiude il campionato disputando tutte le 38 partite e realizzando 3 gol, partendo sempre titolare senza mai essere sostituito; non riceve inoltre alcuna sanzione disciplinare a proprio carico.

#### Juventus

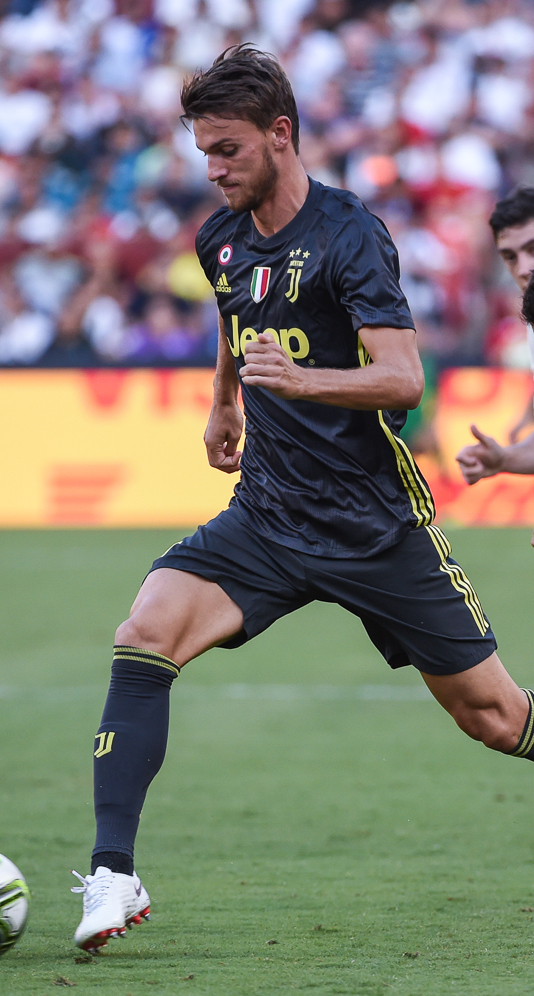
Rugani in azione per la Juventus nel precampionato 2018-2019

Nell'estate 2015, come da precedenti accordi, entra a far parte della rosa juventina. Esordisce con la maglia bianconera il 30 settembre 2015, nei minuti finali della sfida casalinga di Champions League vinta contro il Siviglia (2-0), che rappresenta anche la sua prima presenza nelle coppe europee. Il debutto da titolare è invece del 16 dicembre seguente, in occasione della vittoriosa stracittadina (4-0) valevole per gli ottavi di Coppa Italia; quattro giorni dopo esordisce con i bianconeri anche in campionato, subentrando al 56' a Barzagli nella sfida vinta per 3-2 sul Carpi a Modena.
Dopo un iniziale impatto con la realtà bianconera che lo vede spesso in panchina nonché suo malgrado protagonista anche di alcune opache prove, nella seconda parte della stagione 2015-2016 il tecnico Massimiliano Allegri gli concede un minutaggio sempre maggiore, cosa che gli permette di mettere assieme prestazioni via via più convincenti. In occasione di Fiorentina-Juventus (1-2) del 24 aprile, dopo 53 gare riceve il suo primo cartellino giallo in Serie A, record che non veniva raggiunto da un calciatore dal 1994. Il 21 maggio 2016 disputa da titolare la finale di Coppa Italia vinta 1-0 contro il Milan ai tempi supplementari. Nella sua prima annata alla Juventus ottiene in totale 21 presenze di cui 17 nel campionato vinto dalla squadra bianconera.
Nella stagione seguente realizza i suoi primi gol in maglia juventina: il 21 settembre 2016, in campionato, apre le marcature nel 4-0 al Cagliari, mentre il 7 dicembre dello stesso anno sigla il definitivo 2-0 con cui i bianconeri battono la Dinamo Zagabria in Champions League, con quella che è peraltro la sua prima rete in campo internazionale (in entrambi i casi allo Juventus Stadium di Torino). Il 23 dicembre gioca da titolare la sfida di Supercoppa italiana a Doha contro il Milan, dove i piemontesi vengono sconfitti ai tiri di rigore. A fine anno vince, per il secondo anno consecutivo, scudetto e Coppa Italia; raggiunge inoltre la sua prima finale di Champions League (dove tuttavia non scende in campo), nella quale la Juventus viene sconfitta dal Real Madrid.
Nell'annata 2017-2018, giovando anche della sopravvenuta cessione di Bonucci al Milan, si ritaglia un maggiore spazio nelle dinamiche della retroguardia bianconera, raggiungendo il suo massimo impiego stagionale sotto la Mole con 26 presenze totali, di cui 22 in campionato. Al termine dell'annata fa suo per la terza volta il double nazionale in maglia bianconera. Con il ritorno di Bonucci a Torino nell'estate 2018, tuttavia, l'annata seguente Rugani torna a essere impiegato con minore continuità, partecipando da comprimario alla conquista del quarto titolo nazionale consecutivo oltreché della Supercoppa italiana.
La stagione 2019-2020 vede un ulteriore passo indietro nella sua esperienza piemontese: nonostante l'arrivo sulla panchina juventina di Maurizio Sarri, colui che a Empoli l'aveva fatto debuttare nel grande calcio, il difensore viene presto superato nelle gerarchie anche dai più giovani neoaquisti De Ligt e Demiral, scendendo in campo sempre più raramente e solo nella contingenza di infortuni o squalifiche altrui. Nel marzo 2020, durante la pandemia di COVID-19, è il primo calciatore di Serie A a risultare positivo al SARS-CoV-2; superato questo imprevisto, a fine stagione conquista il suo quinto scudetto consecutivo.

#### Rennes, Cagliari e primo ritorno alla Juventus
Ormai definitivamente relegato tra i comprimari juventini, comincia la stagione 2020-2021 a Torino prima di passare in prestito nell'ottobre seguente ai francesi del Rennes, in cerca di rinforzi d'esperienza in vista della loro prima, storica partecipazione alla Champions League. Dopo un debutto positivo sul piano personale, il 16 ottobre 2020 nella trasferta di Ligue 1 contro il Digione, viene ben presto frenato da problemi fisici oltreché dalla sopraggiunta concorrenza di un altro neoacquisto, Nayef Aguerd, su cui il club decide di puntare maggiormente anche per questioni contrattuali.
Trascorre un solo semestre in Bretagna, in cui non riesce a emergere, prima di fare ritorno in Italia nel gennaio 2021, girato in prestito dalla Juventus al Cagliari. Realizza il suo primo gol per i rossoblù il successivo 3 marzo, in occasione del successo per 1-0 contro il Bologna. In Sardegna il difensore ritrova una buona continuità di rendimento, soprattutto dopo l'avvicendamento in panchina tra Eusebio Di Francesco e Leonardo Semplici, imponendosi titolare e contribuendo a fine campionato alla salvezza del club.
Nell'estate 2021 fa ritorno in pianta stabile a Torino, pur nuovamente con un ruolo da comprimario. Nel triennio seguente raggiunge le 100 presenze in Serie A con la maglia bianconera, traguardo toccato il 4 giugno 2023 in occasione della vittoria esterna contro l'Udinese (0-1), mentre nella stagione 2023-2024 vince la sua quarta Coppa Italia della carriera.

#### Ajax e secondo ritorno alla Juventus
Non rientrando nei piani del nuovo allenatore juventino Thiago Motta, il 21 agosto 2024 il difensore si trasferisce in prestito all'Ajax, nei Paesi Bassi. Il successivo 18 settembre esordisce con i lancieri in Eredivisie, nel successo casalingo per 5-0 contro il Fortuna Sittard, subentrando nel secondo tempo a Josip Šutalo. Segna il suo primo gol in maglia biancorossa il 19 dicembre, in Coppa d'Olanda, sbloccando il punteggio nella vittoria interna per 2-0 contro il Telstar. Non riuscendo a imporsi da titolare, in tutto mette insieme 26 presenze e un gol sotto la guida del tecnico italiano Francesco Farioli.
Una volta esauritosi il prestito ad Amsterdam, al termine della stagione calcistica europea fa ritorno alla Juventus in vista della Coppa del mondo per club FIFA 2025.

### Nazionale

#### Nazionali giovanili
Esordisce con la maglia della nazionale Under-21 il 5 marzo 2014, nella partita valida per le qualificazioni all'Europeo Under-21 2015 vinta per 2-0 sul campo dei pari età dell'Irlanda del Nord; nella stessa occasione segna anche il suo primo gol con gli Azzurrini, sbloccando il risultato. Prende quindi parte all'Europeo Under-21 del 2015 in Repubblica Ceca, chiuso dall'Italia al primo turno. A distanza di un anno e mezzo dalla sua ultima presenza con gli Azzurrini, e dopo essere nel frattempo entrato nel giro della nazionale maggiore, viene convocato per l'Europeo U-21 del 2017 in Polonia, che vede l'Italia semifinalista.

#### Nazionale maggiore

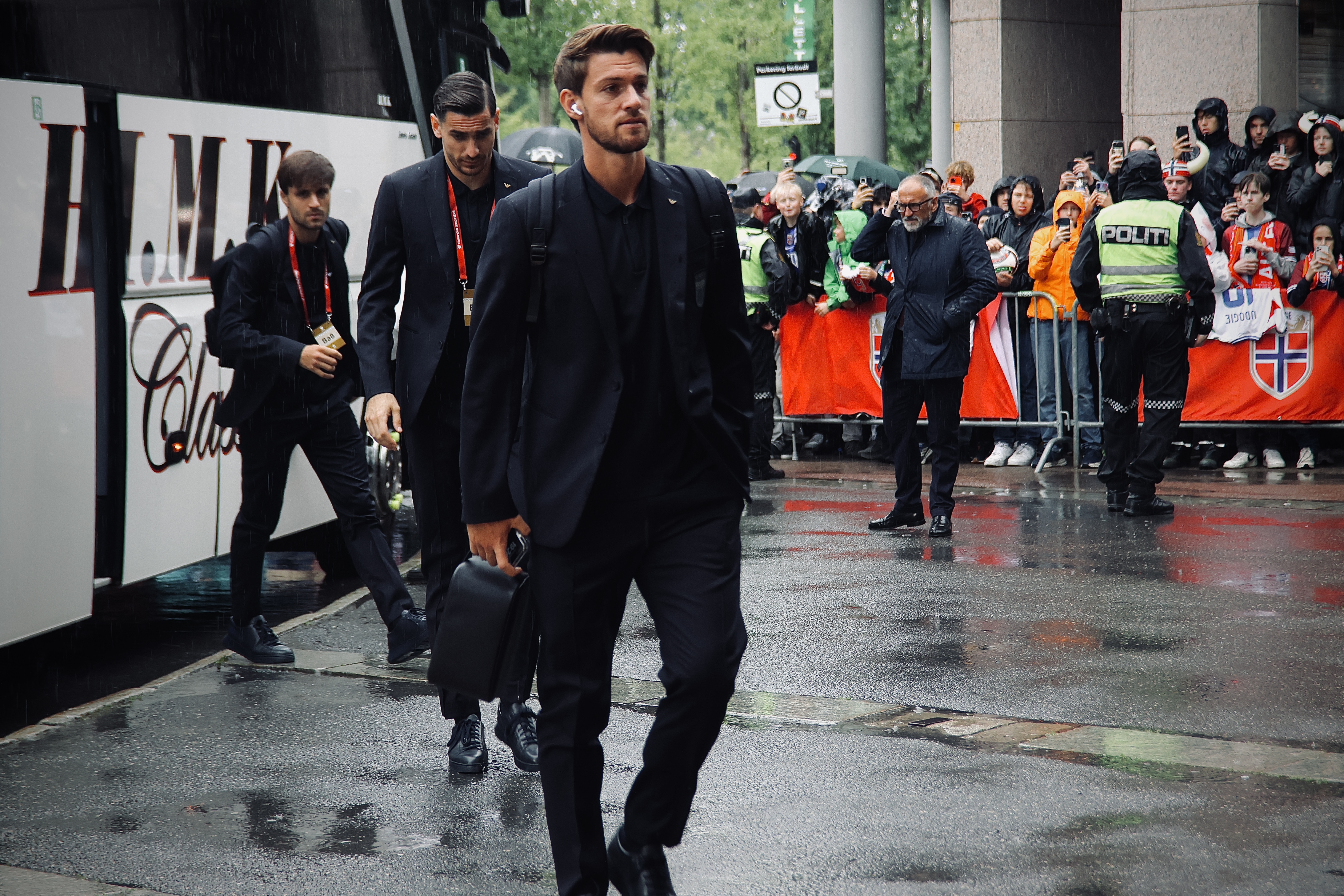
Rugani in nazionale nel 2025

Nel novembre 2014 è chiamato per la prima volta in nazionale maggiore, dal commissario tecnico Antonio Conte, per un'amichevole contro l'Albania, nella quale non scende in campo.
Il 31 maggio 2016 viene aggregato come riserva ai 23 convocati per il campionato d'Europa 2016 in Francia, assieme ai compagni Benassi e Zappacosta. Il 1º settembre dello stesso anno, a ventidue anni, debutta con il selezionatore Gian Piero Ventura, subentrando a Barzagli nell'intervallo dell'amichevole di Bari persa 1-3 contro la Francia; il successivo 15 novembre scende in campo per la prima volta da titolare, in occasione dell'amichevole di Milano contro la Germania (0-0).
Nel giugno del 2025, a sette anni dalla sua precedente apparizione in maglia azzurra, viene richiamato in nazionale dal commissario tecnico Luciano Spalletti, in occasione delle gare di qualificazione al campionato del mondo 2026 contro Norvegia e Moldavia.

## Statistiche

### Presenze e reti nei club
Statistiche aggiornate al 1º luglio 2025.
| Stagione        | Squadra         | Campionato      | Campionato | Campionato | Coppe nazionali | Coppe nazionali | Coppe nazionali | Coppe continentali | Coppe continentali | Coppe continentali | Altre coppe | Altre coppe | Altre coppe | Totale | Totale |
| Stagione        | Squadra         | Comp            | Pres       | Reti       | Comp            | Pres            | Reti            | Comp               | Pres               | Reti               | Comp        | Pres        | Reti        | Pres   | Reti   |
| --------------- | --------------- | --------------- | ---------- | ---------- | --------------- | --------------- | --------------- | ------------------ | ------------------ | ------------------ | ----------- | ----------- | ----------- | ------ | ------ |
| 2013-2014       | Empoli          | B               | 40         | 2          | CI              | 2               | 0               | -                  | -                  | -                  | -           | -           | -           | 42     | 2      |
| 2014-2015       | Empoli          | A               | 38         | 3          | CI              | 1               | 0               | -                  | -                  | -                  | -           | -           | -           | 39     | 3      |
| Totale Empoli   | Totale Empoli   | Totale Empoli   | 78         | 5          |                 | 3               | 0               |                    | -                  | -                  |             | -           | -           | 81     | 5      |
| 2015-2016       | Juventus        | A               | 17         | 0          | CI              | 3               | 0               | UCL                | 1                  | 0                  | SI          | 0           | 0           | 21     | 0      |
| 2016-2017       | Juventus        | A               | 15         | 2          | CI              | 2               | 0               | UCL                | 2                  | 1                  | SI          | 1           | 0           | 20     | 3      |
| 2017-2018       | Juventus        | A               | 22         | 2          | CI              | 2               | 0               | UCL                | 2                  | 0                  | SI          | 0           | 0           | 26     | 2      |
| 2018-2019       | Juventus        | A               | 15         | 2          | CI              | 1               | 0               | UCL                | 4                  | 0                  | SI          | 0           | 0           | 20     | 2      |
| 2019-2020       | Juventus        | A               | 10         | 0          | CI              | 2               | 0               | UCL                | 2                  | 0                  | SI          | 0           | 0           | 14     | 0      |
| 2020-feb. 2021  | Rennes          | L1              | 1          | 0          | CF              | 0               | 0               | UCL                | 1                  | 0                  | -           | -           | -           | 2      | 0      |
| feb.-giu. 2021  | Cagliari        | A               | 16         | 1          | CI              | 0               | 0               |                    | -                  | -                  | -           | -           | -           | 16     | 1      |
| 2021-2022       | Juventus        | A               | 12         | 0          | CI              | 1               | 1               | UCL                | 4                  | 0                  | SI          | 1           | 0           | 18     | 1      |
| 2022-2023       | Juventus        | A               | 9          | 0          | CI              | 1               | 0               | UCL+UEL            | 1+0                | 0                  | -           | -           | -           | 11     | 0      |
| 2023-2024       | Juventus        | A               | 17         | 2          | CI              | 1               | 1               | -                  | -                  | -                  | -           | -           | -           | 18     | 3      |
| 2024-giu. 2025  | Ajax            | ED              | 15         | 0          | CO              | 2               | 1               | UEL                | 9                  | 0                  | -           | -           | -           | 26     | 1      |
| giu.-lug. 2025  | Juventus        | -               | -          | -          | -               | -               | -               | -                  | -                  | -                  | Cmc         | 1           | 0           | 1      | 0      |
| Totale Juventus | Totale Juventus | Totale Juventus | 117        | 8          |                 | 13              | 2               |                    | 16                 | 1                  |             | 3           | 0           | 149    | 11     |
| Totale carriera | Totale carriera | Totale carriera | 226        | 14         |                 | 18              | 3               |                    | 26                 | 1                  |             | 3           | 0           | 273    | 18     |

### Cronologia presenze e reti in nazionale
| Cronologia completa delle presenze e delle reti in nazionale ― Italia | Cronologia completa delle presenze e delle reti in nazionale ― Italia | Cronologia completa delle presenze e delle reti in nazionale ― Italia | Cronologia completa delle presenze e delle reti in nazionale ― Italia | Cronologia completa delle presenze e delle reti in nazionale ― Italia | Cronologia completa delle presenze e delle reti in nazionale ― Italia | Cronologia completa delle presenze e delle reti in nazionale ― Italia | Cronologia completa delle presenze e delle reti in nazionale ― Italia |
| Data                                                                  | Città                                                                 | In casa                                                               | Risultato                                                             | Ospiti                                                                | Competizione                                                          | Reti                                                                  | Note                                                                  |
| --------------------------------------------------------------------- | --------------------------------------------------------------------- | --------------------------------------------------------------------- | --------------------------------------------------------------------- | --------------------------------------------------------------------- | --------------------------------------------------------------------- | --------------------------------------------------------------------- | --------------------------------------------------------------------- |
| 1-9-2016                                                              | Bari                                                                  | Italia                                                                | 1 – 3                                                                 | Francia                                                               | Amichevole                                                            | -                                                                     | 46’                                                                   |
| 15-11-2016                                                            | Milano                                                                | Italia                                                                | 0 – 0                                                                 | Germania                                                              | Amichevole                                                            | -                                                                     |                                                                       |
| 28-3-2017                                                             | Amsterdam                                                             | Paesi Bassi                                                           | 1 – 2                                                                 | Italia                                                                | Amichevole                                                            | -                                                                     | 48’                                                                   |
| 6-10-2017                                                             | Torino                                                                | Italia                                                                | 1 – 1                                                                 | Macedonia                                                             | Qual. Mondiali 2018                                                   | -                                                                     | 46’                                                                   |
| 23-3-2018                                                             | Manchester                                                            | Argentina                                                             | 2 – 0                                                                 | Italia                                                                | Amichevole                                                            | -                                                                     |                                                                       |
| 27-3-2018                                                             | Londra                                                                | Inghilterra                                                           | 1 – 1                                                                 | Italia                                                                | Amichevole                                                            | -                                                                     |                                                                       |
| 4-6-2018                                                              | Torino                                                                | Italia                                                                | 1 – 1                                                                 | Paesi Bassi                                                           | Amichevole                                                            | -                                                                     |                                                                       |
| Totale                                                                |                                                                       | Presenze                                                              | 7                                                                     |                                                                       | Reti                                                                  | 0                                                                     |                                                                       |

| Cronologia completa delle presenze e delle reti in nazionale ― Italia under 21 | Cronologia completa delle presenze e delle reti in nazionale ― Italia under 21 | Cronologia completa delle presenze e delle reti in nazionale ― Italia under 21 | Cronologia completa delle presenze e delle reti in nazionale ― Italia under 21 | Cronologia completa delle presenze e delle reti in nazionale ― Italia under 21 | Cronologia completa delle presenze e delle reti in nazionale ― Italia under 21 | Cronologia completa delle presenze e delle reti in nazionale ― Italia under 21 | Cronologia completa delle presenze e delle reti in nazionale ― Italia under 21 |
| Data                                                                           | Città                                                                          | In casa                                                                        | Risultato                                                                      | Ospiti                                                                         | Competizione                                                                   | Reti                                                                           | Note                                                                           |
| ------------------------------------------------------------------------------ | ------------------------------------------------------------------------------ | ------------------------------------------------------------------------------ | ------------------------------------------------------------------------------ | ------------------------------------------------------------------------------ | ------------------------------------------------------------------------------ | ------------------------------------------------------------------------------ | ------------------------------------------------------------------------------ |
| 5-3-2014                                                                       | Lurgan                                                                         | Irlanda del Nord under 21                                                      | 0 – 2                                                                          | Italia under 21                                                                | Qual. Europeo Under-21 2015                                                    | 1                                                                              |                                                                                |
| 13-8-2014                                                                      | Ploiești                                                                       | Romania under 21                                                               | 2 – 1                                                                          | Italia under 21                                                                | Amichevole                                                                     | -                                                                              | 46’                                                                            |
| 9-9-2014                                                                       | Castel di Sangro                                                               | Italia under 21                                                                | 7 – 1                                                                          | Cipro under 21                                                                 | Qual. Europeo Under-21 2015                                                    | 1                                                                              |                                                                                |
| 10-10-2014                                                                     | Zlaté Moravce                                                                  | Slovacchia under 21                                                            | 1 – 1                                                                          | Italia under 21                                                                | Qual. Europeo Under-21 2015                                                    | -                                                                              |                                                                                |
| 14-10-2014                                                                     | Reggio Emilia                                                                  | Italia under 21                                                                | 3 – 1                                                                          | Slovacchia under 21                                                            | Qual. Europeo Under-21 2015                                                    | -                                                                              |                                                                                |
| 27-3-2015                                                                      | Paderborn                                                                      | Germania under 21                                                              | 2 – 2                                                                          | Italia under 21                                                                | Amichevole                                                                     | -                                                                              | 46’                                                                            |
| 30-3-2015                                                                      | Benevento                                                                      | Italia under 21                                                                | 0 – 1                                                                          | Serbia under 21                                                                | Amichevole                                                                     | -                                                                              |                                                                                |
| 18-6-2015                                                                      | Olomouc                                                                        | Italia under 21                                                                | 1 – 2                                                                          | Svezia under 21                                                                | Europeo Under-21 2015 - 1º turno                                               | -                                                                              |                                                                                |
| 21-6-2015                                                                      | Uherské Hradiště                                                               | Italia under 21                                                                | 0 – 0                                                                          | Portogallo under 21                                                            | Europeo Under-21 2015 - 1º turno                                               | -                                                                              |                                                                                |
| 24-6-2015                                                                      | Olomouc                                                                        | Inghilterra under 21                                                           | 1 – 3                                                                          | Italia under 21                                                                | Europeo Under-21 2015 - 1º turno                                               | -                                                                              |                                                                                |
| 8-9-2015                                                                       | Reggio Emilia                                                                  | Italia under 21                                                                | 1 – 0                                                                          | Slovenia under 21                                                              | Qual. Europeo Under-21 2017                                                    | -                                                                              |                                                                                |
| 8-10-2015                                                                      | Capodistria                                                                    | Slovenia under 21                                                              | 0 – 3                                                                          | Italia under 21                                                                | Qual. Europeo Under-21 2017                                                    | -                                                                              |                                                                                |
| 13-10-2015                                                                     | Vicenza                                                                        | Italia under 21                                                                | 1 – 0                                                                          | Irlanda under 21                                                               | Qual. Europeo Under-21 2017                                                    | -                                                                              | Cap.                                                                           |
| 13-11-2015                                                                     | Novi Sad                                                                       | Serbia under 21                                                                | 1 – 1                                                                          | Italia under 21                                                                | Qual. Europeo Under-21 2017                                                    | -                                                                              |                                                                                |
| 17-11-2015                                                                     | Castel di Sangro                                                               | Italia under 21                                                                | 2 – 0                                                                          | Lituania under 21                                                              | Qual. Europeo Under-21 2017                                                    | -                                                                              |                                                                                |
| 18-6-2017                                                                      | Cracovia                                                                       | Danimarca under 21                                                             | 0 – 2                                                                          | Italia under 21                                                                | Europeo Under-21 2017 - 1º turno                                               | -                                                                              |                                                                                |
| 21-6-2017                                                                      | Tychy                                                                          | Rep. Ceca under 21                                                             | 3 – 1                                                                          | Italia under 21                                                                | Europeo Under-21 2017 - 1º turno                                               | -                                                                              | Cap.                                                                           |
| 24-6-2017                                                                      | Cracovia                                                                       | Italia under 21                                                                | 1 – 0                                                                          | Germania under 21                                                              | Europeo Under-21 2017 - 1º turno                                               | -                                                                              |                                                                                |
| 27-6-2017                                                                      | Cracovia                                                                       | Italia under 21                                                                | 1 – 3                                                                          | Spagna under 21                                                                | Europeo Under-21 2017 - Semifinale                                             | -                                                                              |                                                                                |
| Totale                                                                         |                                                                                | Presenze                                                                       | 19                                                                             |                                                                                | Reti                                                                           | 2                                                                              |                                                                                |

## Palmarès

### Club

#### Competizioni giovanili
- Coppa Italia Primavera: 1

Juventus: 2012-2013

#### Competizioni nazionali
- Supercoppa italiana: 2

Juventus: 2015, 2018
- Campionato italiano: 5

Juventus: 2015-2016, 2016-2017, 2017-2018, 2018-2019, 2019-2020
- Coppa Italia: 4

Juventus: 2015-2016, 2016-2017, 2017-2018, 2023-2024

### Individuale
- Gran Galà del calcio AIC: 2

Miglior calciatore della Serie B: 2014
Squadra dell'anno: 2015